# Ti lô mảnh
Ti lô mảnh hay còn gọi ti lô Guy-An (danh pháp khoa học: Stylosanthes guianensis) là một loài thực vật có hoa trong họ Đậu. Loài này được (Aubl.) Sw. miêu tả khoa học đầu tiên.